# Clifford D. Simak
Clifford Donald Simak (3 august 1904 - 25 aprilie 1988) a fost un scriitor american de science-fiction. A primit din partea fanilor trei premii Hugo, iar din partea colegilor un premiu Nebula. A fost cel de-al treilea scriitor care a primit distincția Grand Master din partea asociației Science Fiction and Fantasy Writers of America (SFWA) în 1977.

## Biografie
Clifford Donald Simak s-a născut în Millville, Wisconsin, Statele Unite, fiu al lui John Lewis și Margaret (Wiseman) Simak. S-a căsătorit cu Agnes Kuchenberg în data de 13 aprilie 1929 și a avut doi copii, Scott și Shelley. Simak a făcut cursurile universității Wisconsin–Madison și, mai târziu, a lucrat la diverse ziare. În 1939 a început colaborarea cu Minneapolis Star and Tribune, colaborare care a ținut până în 1976. A devenit editor de știri la Minneapolis Star în 1949 și coordonator al rubricii Science Reading Series din Minneapolis Tribune în 1961. Simak declara în introducerea romanului Time and Again : "Am o căsnicie fericită cu aceeași femeie care durează de 33 de ani și am doi copii.  Relaxarea mea favorită este pescuitul (varianta leneșă, în care zaci în barcă și lași peștii să vină la tine).  Pasiuni: șah, filatelie, creșterea trandafirilor."  A dedicat cartea soției sale Kay, "fără de care nu aș fi scris nici un rând".  A fost agreat de multă lume din SF, mai ales de Isaac Asimov. A murit la Minneapolis.

## Cariera literară
Simak a devenit interesat de science-fiction după ce a citit operele lui H. G. Wells în copilărie. A început să scrie pentru revistele de SF în 1931, dar a părăsit activitatea în 1933. Singura lucrare SF publicată între 1933 și 1937 a fosts The Creator, în Marvel Tales #4, martie–aprilie 1935, o povestire bună cu implicații religioase, o raritate în acea vreme în science-fiction.
Odată cu remanierea domeniului SF de către John W. Campbell de la sfârșitul anului 1937, Simak s-a întors și a devenit un colaborator permanent al publicației  Astounding Stories pe toată perioada Vârstei de Aur a Science-Fiction-ului (1938–1950). Primele lui apariții, precum Cosmic Engineers (1939), urmau tradiția veche stabilită de E. E. "Doc" Smith, dar a început curând să-și dezvolte propriul stil, descris de obicei ca "blând și pastoral". În această perioadă, Simak a publicat și câteva povestiri western și de război în diverse reviste. Cea mai cunoscută apariție editorială a sa este City, o colecție de povestiri cu tema comună a exodului omenirii în spațiu.
Simak a continuat să publice romane de succes în deceniul 5 și 6 al secolului trecut. Ajutat de un prieten, a continuat să scrie și să publice SF, iar mai târziu fantasy, până la vârsta de peste 80 de ani. Credea că lucrările SF ne-ancorate în știință sunt vinovate pentru faptul că genul literar nu este luat în serios și a declarat că dorește să transforme SF-ul în "ficțiune realistă".

### Romane
- The Creator (nuveletă) (apărută în foileton în 1935, tipărită în volum în 1946)
- Cosmic Engineers (publicată mai întâi ca nuvelă în Astounding Science Fiction, februarie, martie și aprilie 1939, apoi dezvoltată ca roman în 1950)

ro. Inginerii cosmosului - editura Elit Comentator 1994
- Empire (1951) (Galaxy novel #7)
- Time and Again (1951) Titlu alternativ: First He Died; în foileton (cu un final diferit) sub titlul Time Quarry.
- Orașul (1952). Secțiunea "Epilog" a fost adăugată în 1981
- Ring Around the Sun (1953)
- Time is the Simplest Thing (1961)
- The Trouble With Tycho (1961)
- They Walked Like Men (1962)
- Way Station (1963). Premiul Hugo 1964.

ro. Halta - editura Pygmalion 1994, traducere Mihai Samoilă
- All Flesh Is Grass (1965)
- Why Call them Back From Heaven?  (1967)
- The Werewolf Principle (1967)
- The Goblin Reservation (1968)
- Out of Their Minds (1970)
- Destiny Doll (1971)
- A Choice of Gods (1972)
- Cemetery World (1973)
- Our Children's Children (1974)
- Enchanted Pilgrimage (1975)
- Shakespeare's Planet (1976)
- A Heritage of Stars (1977)
- The Fellowship of the Talisman (1978)
- Mastodonia (1978) (publicată în Marea Britanie sub titlul Catface), o versiune dezvoltată a povestirii "Project Mastodon" din 1955
- The Visitors (1980)
- Project Pope (1981)
- Where the Evil Dwells (1982)
- Special Deliverance (1982)
- Highway of Eternity (1986)

ro. Calea eternității - editura Infotronic 1997

### Antologii
- Strangers in the Universe  (1956) (revizuită în 1957 și 1958). Ediția paperback conține 7 dintre cele 11 povestiri ale ediției hadcover: “Target Generation”, “Mirage”, “Beachhead”, “The Answers”, “Retrograde Evolution”, “The Fence”  și “Shadow Show”.
- The Worlds of Clifford Simak  (1960)
- Aliens for Neighbours (1961) (reeditare a apariției din Marea Britanie The Worlds of Clifford Simak)
- All the Traps of Earth and Other Stories  (1962) (revizuită în 1963). Conține “All the Traps of Earth”, “Good Night, Mr. James”, “Drop Dead”, “The Sitters”, “Installment Plan” și “Condition of Employment”.
- Other Worlds of Clifford Simak (1962) (prescurtare a ediției The Worlds of Clifford Simak din 1961). Conține “Dusty Zebra”, “Carbon Copy”, “Founding Father”, “Idiot’s Crusade”, “Death Scene” și “Green Thumb”.
- The Night of the Puudly (1964) Conține “The Night of the Puudly”, “Crying Jag”, “Instalment Plan”, “Condition of Employment” și “Project Mastodon”.
- Worlds Without End  (1964) Conține “Worlds Without End”, “The Spaceman’s Van Gogh” și “Full Cycle”.
- Best Science Fiction Stories of Clifford Simak  (1967)
- So Bright the Vision  (1968) Conține “The Golden Bugs”, “Leg. Forst.”, “So Bright the Vision” și “Galactic Chest”.
- The Best of Clifford D. Simak (1975) Conține “1939: Madness from Mars”, “1940: Sunspot Purge”, “1958: The Sitters”, “1959: A Death in the House”, “1960: Final Gentlemen”, “1961: Shotgun Cure”, “1963: Day of Truce”, “1965: Small Deer”, “1970: The Thing in the Stone” și “1971: The Autumn Land”.
- Skirmish: The Great Short Fiction of Clifford D. Simak  (1977) Conține “Huddling Place”, “Desertion”, “Skirmish”, “Good Night, Mr. James”, “The Sitters”, “The Big Front Yard”, “All the Traps of Earth”, “The Thing in the Stone”, “The Autumn Land” și “The Ghost of a Model T”.
- Brother And Other Stories  (1986)
- The Marathon Photograph (1986) Conține “The Birch Clump Cylinder”, “The Whistling Well”, “The Marathon Photograph” și “The Grotto of the Dancing Deer”. Introducere de Francis Lyall.
- Off-Planet (1989) Conține "Construction Shack", "Ogre", "Junkyard", "The Observer", "The World That Couldn't Be", "Shadow World" și "Mirage".
- The Autumn Land and Other Stories (1990)
- Immigrant and Other Stories (1991) Conține “Neighbor”, “Green Thumb”, “Small Deer”, “The Ghost of a Model T”, “Byte your Tongue!”, “I am Crying All Inside”, și “Immigrant”. Introducere de Francis Lyall.
- The Creator and Other Stories (1993)
- Over the River and Through the Woods: The Best Short Fiction of Clifford D. Simak  (1996) Conține “A Death in the House”, “The Big Front Yard”, “Good Night, Mr. James”, “Dusty Zebra”, “Neighbor”, “Over the River and Through the Woods”, “Construction Shack” și “The Grotto of the Dancing Deer”. Introducere de Poul Anderson.
- The Civilization Game and Other Stories  (1997)

### Povestiri science-fiction
În ordine cronologică, după prima apariție.  Lucrările anterioare, povestiri western și de război, nu sunt trecute aici.
- “The World of the Red Sun”, Wonder Stories, decembrie 1931.
- “The Voice in the Void”, Wonder Stories Quarterly, primăvara 1932.
- “Mutiny on Mercury”, Wonder Stories, martie 1932.
- “Hellhounds of the Cosmos”, Astounding, iunie 1932.
- “The Asteroid of Gold”, Wonder Stories, noiembrie 1932.
- “The Creator”, Marvel Tales, Volume 1, #4, martie/aprilie 1935.
- “Rule 18”, Astounding Science Fiction, iulie 1938.
- “Hunger Death”, Astounding Science Fiction, octombrie 1938.
- “Reunion on Ganymede”, Astounding Science Fiction, noiembrie 1938.
- “The Loot of Time”, Thrilling Wonder Stories, decembrie 1938.
- "Cosmic Engineers", povestire în 3 părți în Astounding Science Fiction, februarie, martie și aprilie 1939.
- “Madness from Mars”, Thrilling Wonder Stories, aprilie 1939.
- "The Space Beasts", Astonishing Science Fiction, aprilie 1940.
- "Rim of the Deep", Astounding Science Fiction, mai 1940.
- "Hermit of Mars", Astounding Science Fiction, iunie 1939.
- "Clerical Error", Astounding Science Fiction, august 1940.
- “Sunspot Purge”, Astounding Science Fiction, noiembrie 1940.
- "Masquerade" (sau "Operation Mercury"), Astounding Science Fiction, martie 1941.

ro. „A fost odată pe Mercur” - CPSF nr. 333, 1968
- "Earth for Inspiration", Thrilling Wonder Stories, aprilie 1941.
- "Spaceship in a Flask", Astounding Science Fiction, iulie 1941.
- "The Street That Wasn't There" (sau "The Lost Street"), Comet, iulie 1941. În colaborare cu Carl Jacobi.
- "Tools", Astounding Science Fiction, iulie 1942.
- "Shadow of Life", Astounding Science Fiction, martie 1943.
- “Hunch”, Astounding Science Fiction, iulie 1943.
- "Infiltration", Science Fiction Stories, iulie 1943.
- "Message from Mars", Planet Stories, toamna 1943.
- "Ogre", Astounding Science Fiction, ianuarie 1944.
- “Lobby”, Astounding Science Fiction, aprilie 1944.
- “City”, Astounding Science Fiction, mai 1944.
- "Mr. Meek - Musketeer", Planet Stories, vara 1944.
- “Huddling Place”, Astounding Science Fiction, iulie 1944.
- "Mr. Meek Plays Polo", Planet Stories, toamna 1944.
- “Census”, Astounding Science Fiction, septembrie 1944.
- “Desertion”, Astounding Science Fiction, noiembrie 1944.
- “Paradise”, Astounding Science Fiction, iunie 1946.
- “Hobbies”, Astounding Science Fiction, noiembrie 1946.
- “Aesop”, Astounding Science Fiction, decembrie 1947.
- “Eternity Lost”, Astounding Science Fiction, iulie 1949.
- “Limiting Factor”, Startling Stories, noiembrie 1949.
- “Bathe Your Bearings in Blood!” (sau “Skirmish”), Amazing Stories, 1950.
- “The Call from Beyond”, Super Science Stories, mai 1950.
- "Seven Came Back" (sau "Mirage"), Amazing Stories, octombrie 1950.
- “The Trouble with Ants” (sau "The Simple Way"), Fantastic Adventures, ianuarie 1951.
- "Second Childhood", Galaxy Science Fiction, februarie 1951.
- “Good Night, Mr. James” (sau "The Duplicate Man", "The Night of the Puudly"), Galaxy Science Fiction, martie 1951.
- “You’ll Never Go Home Again” (sau "Beachhead"), Fantastic Adventures, iulie 1951.
- “Courtesy”, Astounding Science Fiction, august 1951.
- "The Fence", Space Science Fiction, septembrie 1952.
- "And The Truth Shall Make You Free" (sau "The Answers"), Future Science Fiction, martie 1953.
- "Retrograde Evolution", Science Fiction Plus, aprilie 1953.
- "Kindergarten", Galaxy Science Fiction, iulie 1953.
- “Worrywart”, Galaxy Science Fiction, septembrie 1953.
- "Shadow Show", Fantasy & Science Fiction, noiembrie 1953.
- "Contraption", Star Science Fiction Stories #1, 1953.
- "Immigrant", Astounding Science Fiction, martie 1954.
- "Junkyard", Galaxy Science Fiction, mai 1953.
- "The Questing of Foster Adams", Fantastic Universe, august/septembrie 1953.
- "Spacebred Generations" (sau "Target Generation"), Science Fiction Plus, august 1953.
- "Neighbor", Astounding Science Fiction, iunie 1954.
- "Green Thumb" in Galaxy Science Fiction, iulie 1954.
- "Idiot's Crusade", Galaxy Science Fiction, octombrie 1954.
- "How-2", Galaxy Science Fiction, noiembrie 1954.
- "Dusty Zebra", Galaxy Science Fiction, decembrie 1954.
- "Project Mastodon", Galaxy Science Fiction, martie 1955.
- "Full Cycle", Science Fiction Stories, noiembrie 1955.
- "Worlds Without End", Future #31, 1956.
- "The Spaceman's Van Gogh", Science Fiction Stories, martie 1956.
- "Drop Dead", Galaxy Science Fiction, iulie 1956.
- "So Bright the Vision", Fantastic Universe, august 1956.
- "Honorable Opponent," Galaxy Science Fiction, august 1956.
- "Galactic Chest", Science Fiction Stories, septembrie 1956.
- "Jackpot", Galaxy Science Fiction, octombrie 1956.
- "Operation Stinky", Galaxy Science Fiction, aprilie 1957.
- "Founding Father", Galaxy Science Fiction, mai 1957.
- "Lulu", Galaxy Science Fiction, iunie 1957.
- “Shadow World”, Galaxy Science Fiction, septembrie 1957.
- "Death Scene", Infinity Science Fiction, octombrie 1957.
- "Carbon Copy", Galaxy Science Fiction, decembrie 1957.
- "Nine Lives", Short Stories: A Man's Magazine, decembrie 1957.
- “The World That Couldn’t Be”, Galaxy Science Fiction, ianuarie 1958.
- “Leg. Forst.”, Infinity Science Fiction, aprilie 1958.
- “The Sitters”, Galaxy Science Fiction, aprilie 1958.
- "The Money Tree", Venture Science Fiction, iulie 1958.
- “The Civilization Game”, Galaxy Science Fiction, noiembrie 1958.
- “The Big Front Yard”, Astounding Science Fiction, octombrie 1958. Premiul Hugo pentru "Cea mai bună nuveletă" 1959.

ro. „Poarta care duce dincolo” - CPSF nr. 333-335, 1968
- "Installment Plan", Galaxy Science Fiction, februarie 1959.
- No Life of Their Own", Galaxy Science Fiction, august 1959.
- “A Death in the House”, Galaxy Science Fiction, octombrie 1959.
- “Final Gentlemen”, Fantasy & Science Fiction, ianuarie 1960.
- “Crying Jag”, Galaxy Science Fiction, februarie 1960.
- “All the Traps of Earth”, Fantasy & Science Fiction, martie 1960.
- “The Gleaners”, IF, martie 1960.
- “Condition of Employment”, Galaxy Science Fiction, aprilie 1960.
- “The Golden Bugs”, Fantasy & Science Fiction, iunie 1960.
- “Shotgun Cure”, Fantasy & Science Fiction, ianuarie 1961.
- "Horrible Example", Analog Science Fiction, martie 1961.
- “The Shipshape Miracle”, IF (Worlds of IF Science Fiction), ianuarie 1963.
- “Day of Truce”, Galaxy Science Fiction, februarie 1963.
- "Physician to the Universe", Fantastic Science Fiction, martie 1963.
- "A Pipeline to Destiny", HKLPLOD #4, vara 1963.
- "New Folk's Home," Analog Science Fiction, iulie 1963.
- “Small Deer”, Galaxy Science Fiction, octombrie 1965.
- “Over the River and Through the Woods”, Amazing Stories, mai 1965.
- “Buckets of Diamonds”, Galaxy Science Fiction, aprilie 1969.
- “I Am Crying All Inside”, Galaxy Science Fiction, august 1969.
- “The Thing in the Stone”, IF (Worlds of If Science Fiction), martie 1970.
- “The Autumn Land”, Fantasy & Science Fiction, octombrie 1971.
- "To Walk a City's Street", Infinity #3, 1972.
- "The Observer", Analog Science Fiction, mai 1972.
- “Construction Shack”, Worlds of If, ianuarie/februarie 1973.
- "UNIVAC: 2200", Frontiers 1: Tomorrow’s Alternatives, 1973.
- "The Marathon Photograph", Threads of Time, 1974.
- “The Birch Clump Cylinder”, Stellar #1, 1974.
- “The Ghost of a Model T”, Epoch, 1975.
- "Senior Citizen", Fantasy & Science Fiction, octombrie 1975.
- “Unsilent Spring”, Stellar #2, 1976. Co-autor Richard Simak.
- “Auk House”,  Stellar #3, 1977.
- “Brother”, Fantasy & Science Fiction, octombrie 1977.
- “Party Line”, Destinies, 1978.
- “Grotto of the Dancing Deer”, Analog Science Fiction, aprilie 1980. Premiile Hugo și Nebula pentru cea mai bună povestire, 1981.
- “The Whistling Well”, Dark Forces, 1980.
- “Epilog”, adăugat la  City, 1981.
- “Byte Your Tongue!”, Stellar #6, 1981.

### Cărți non-fiction
- The Solar System: Our New Front Yard (1962)
- Trilobite, Dinosaur, and Man: The Earth's Story (1965)
- Wonder and Glory: The Story of the Universe (1969)
- Prehistoric Man: The Story of Man's Rise to Civilization (1971)

### Activitatea ca editor
- From Atoms to Infinity: Readings in Modern Science (1965)
- The March of Science (1971)
- Nebula Award Stories #6 (1971)
- The Best of Astounding (1978)

### Adaptării cinematografice
- "Good Night, Mr. James" sub titlul "The Duplicate Man" în serialul The Outer Limits 1964.  Simak comentează "este o poveste cruntă - atât de cruntă încât e singura dintre lucrările mele ce a fost adaptată pentru televiziune."

## Premii
- Premiul International Fantasy pentru cea mai bună carte de ficțiune (1953) - City
- Premiul Hugo pentru cea mai bună nuveletă (1959) - The Big Front Yard
- Premiul Hugo pentru cel mai bun roman (1964) - Way Station
- Premiul Minnesota Academy of Science pentru servicii deosebite aduse științei 1967
- Premiul First Fandom Hall of Fame 1973
- Premiul Damon Knight Memorial Grand Master 1976
- Premiul Jupiter pentru cel mai bun roman (1978) - A Heritage of Stars
- Premiul Hugo pentru cea mai bună povestire (1981) - Grotto of the Dancing Deer
- Premiul Nebula pentru cea mai bună povestire (1981) - Grotto of the Dancing Deer
- Premiul Locus pentru cea mai bună povestire (1981) - Grotto of the Dancing Deer
- Premiul Analog Analytical Laboratory pentru cea mai bună povestire (1981) - Grotto of the Dancing Deer
- Premiul Bram Stoker Lifetime Achievement 1988

## Cărți despre Clifford D. Simak
- Muriel R. Becker, Clifford D. Simak, a primary and secondary bibliography  (1980)
- Mark Owings, The Electric Bibliograph 1: Clifford D. Simak
- Phil Stephensen-Payne, Clifford D. Simak: A Working Bibliography (1991, ISBN 1-871133-28-9)
- Robert J. Ewald, Clifford Simak Reader's Guide to Contemporary Science Fiction and Fantasy Authors Vol. 59